# Peribaea longirostris
Peribaea longirostris är en tvåvingeart som beskrevs av Andersen 1996. Peribaea longirostris ingår i släktet Peribaea och familjen parasitflugor.
Artens utbredningsområde är Italien. Inga underarter finns listade i Catalogue of Life.